# 子午线湾

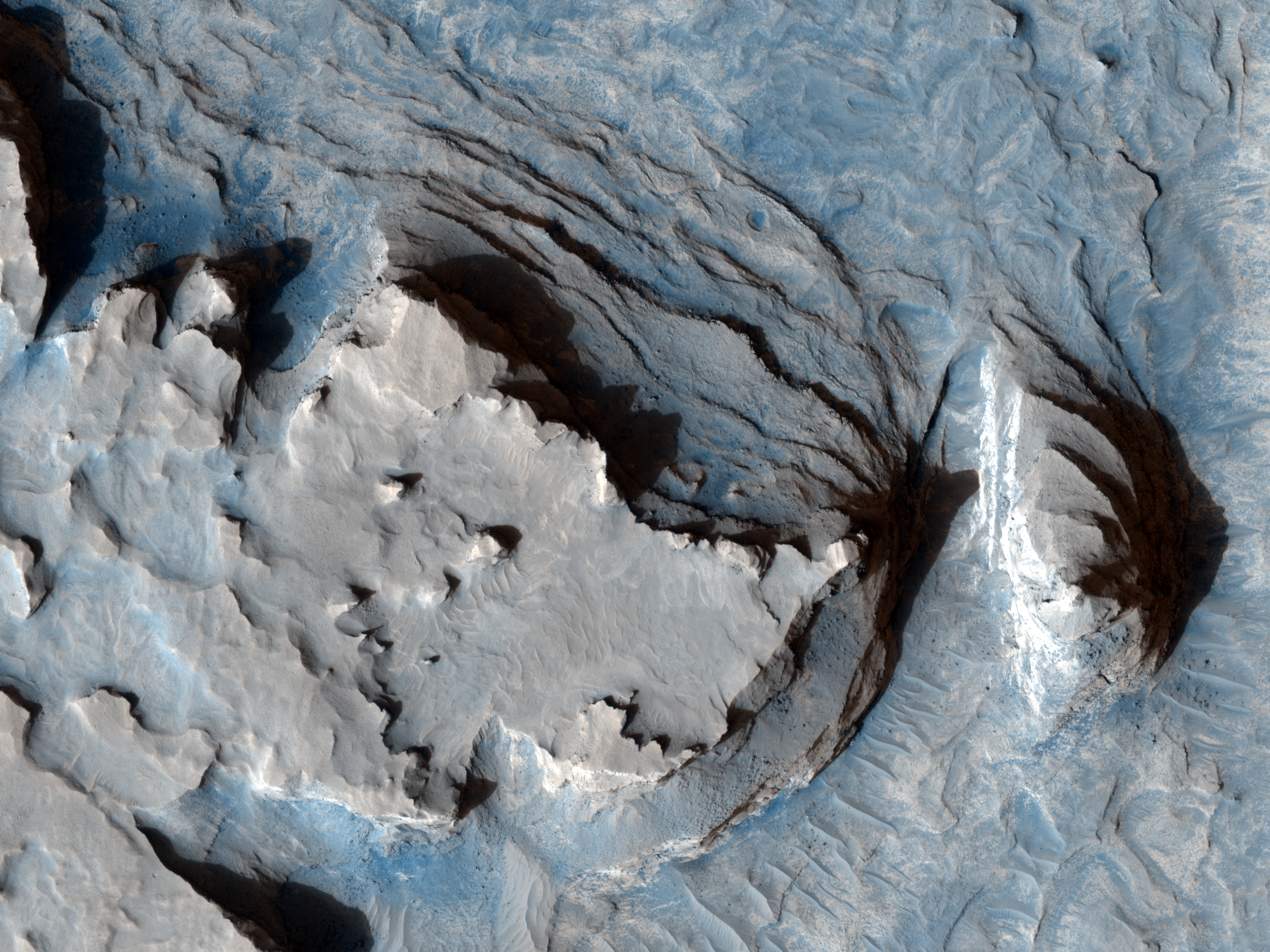
该图片显示了子午线湾中的一道弓形脊。

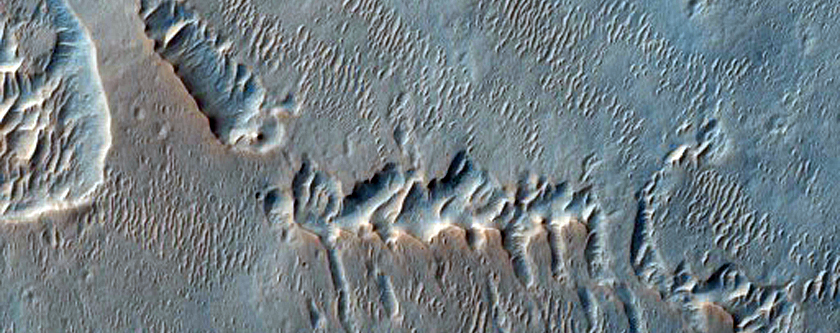
2012年高分辨率成像科学设备拍摄的子午线高地中神秘的山脊。这里是否曾有过某种流体，或是其他什么？子午线高地是火星上较为复杂的区域之一。

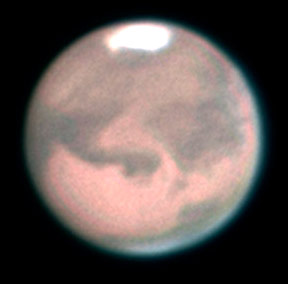
子午线湾是图中正中偏下的幽暗区，位于从左侧（示巴湾）向右伸出的暗斑末端。

子午线湾（Sinus Meridiani）是火星上一处位于赤道以南，呈东西向延伸的反照率特征，19世纪70年代末由法国天文学家卡米伊·弗拉马利翁所命名。
1979-2001年，在该特征附近（以南纬7.12 度、东经4度为中心，大约 1600 公里范围）的区域被命名为“子午线高地”。

## 观测史
1870年代末，法国天文学家卡米伊·弗拉马利翁将火星上一处古典反照率特征命名为“子午线湾”。以前的天文学家，特别是德国的威廉·比尔和约翰·海因里希·冯·马德勒团队，以及后来意大利的乔凡尼·斯基亚帕雷利，在绘制观测图时选择了火星上某一特定点作为本初子午线位置。弗拉马利翁接受了火星表面黑暗区域是海洋的说法，他在汇编和分析之前所有的火星观测结果时，将该点所在的黑暗区域命名为“子午线湾”（Sinus Meridiani），1958年，该名称被国际天文联合会批准接受。
自20世纪60年代飞越和环绕火星轨道的航天器开始提供图像以来，除了先前命名的反照率特征外，又命名了许多地貌特征。1979年，该地区的反照率特征子午线湾被命名为“子午线高地” （Terra Meridiani）。2001年，区域特征的边界被重新定义，该名称被取消。然而，它有时被使用至现今，“子午线湾”反照率特征仍属于正式官方名称.

## 子午线高原
“子午线高原”（Meridiani Planum）这一名称用于专指子午线湾西部“机遇号”火星探测车的着陆点。火星探测车团队之所以选择该地点，是因为它是一片平坦且几乎没有岩石的平原（因此是一处安全的着陆点），也是一处显示赤铁矿矿物光谱特征的地点，赤铁矿通常是水环境中沉积物的标志。

### “机遇号”的分析

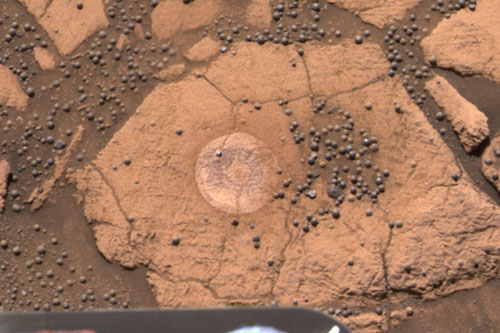
“蓝莓碗”岩石。

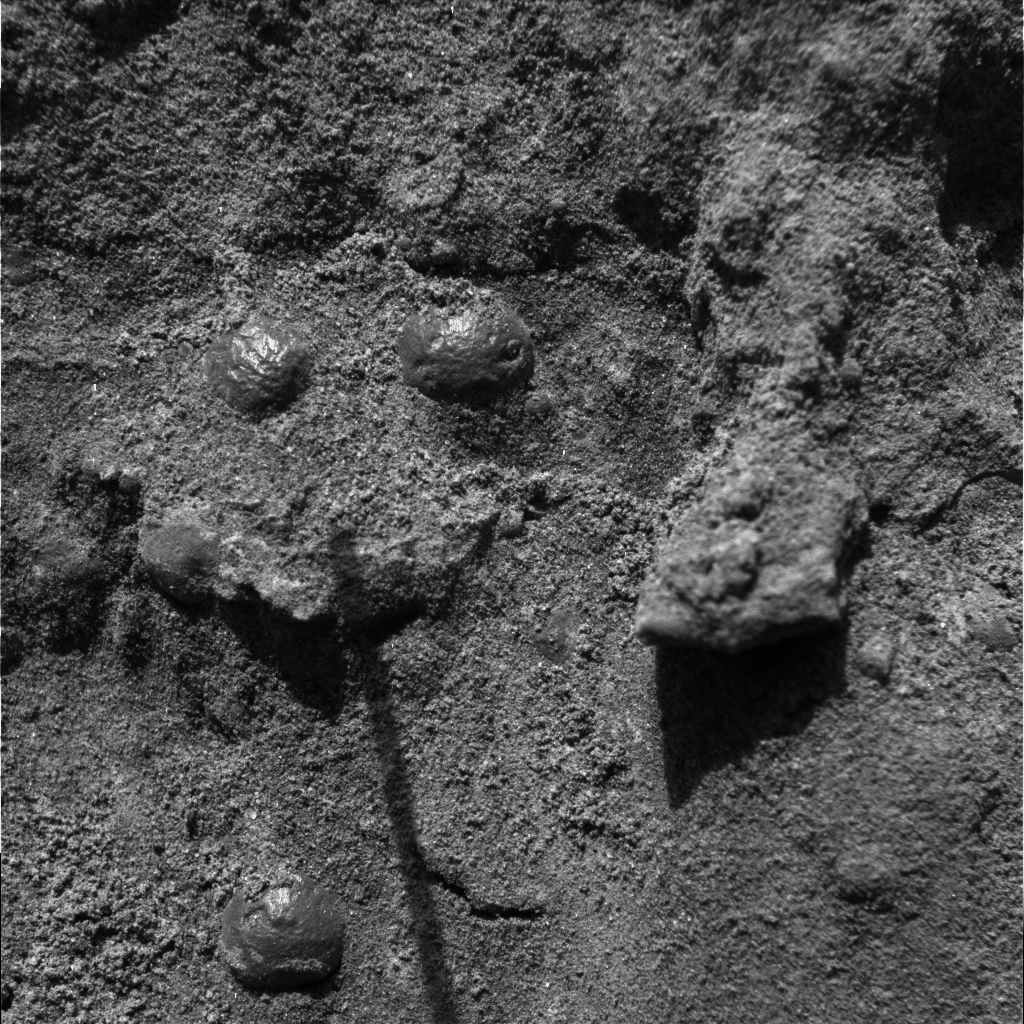
这张由显微成像仪拍摄的图像显示了嵌入在沟壁内的闪亮球形物体。

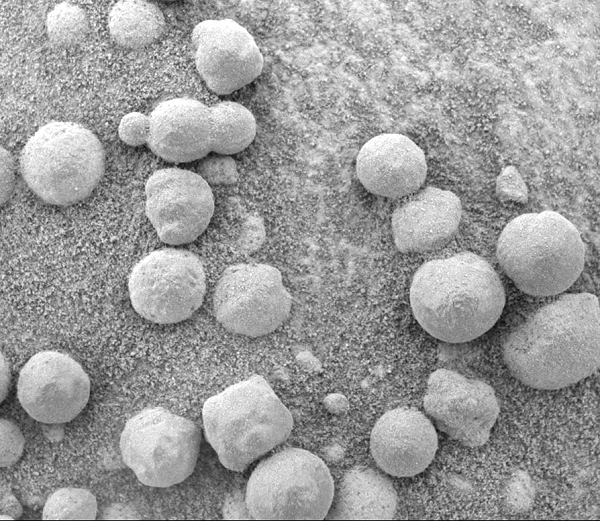
鹰撞击坑岩石露头上的“蓝莓石”（赤铁矿球），注意左上角合并在一起的三连体蓝莓石。

机遇号火星漫游车发现子午线高原的土壤与古瑟夫撞击坑和阿瑞斯谷中的非常相似，但在子午线高原的许多地方，土壤上覆盖着圆形、坚硬，被称为“蓝莓石”的灰色小球。这些蓝莓石几乎全部由赤铁矿组成。据确认，火星奥德赛号从轨道检测到的光谱信号就是由这些小球产生的。经过进一步研究，确定了蓝莓石是由地下水形成的结核构造。随着时间的推移，这些结核从上覆的岩石中风化而出，然后以缓慢堆积的方式集中于地表。岩床中球粒的密度可能会产生出可观察到的蓝莓石覆盖物，这些蓝莓石覆盖物出自至少一米厚的风化岩石。大部分的土壤并非由当地的橄榄石玄武岩砂构成，沙子可能是从其他地方被吹送过来的。
 

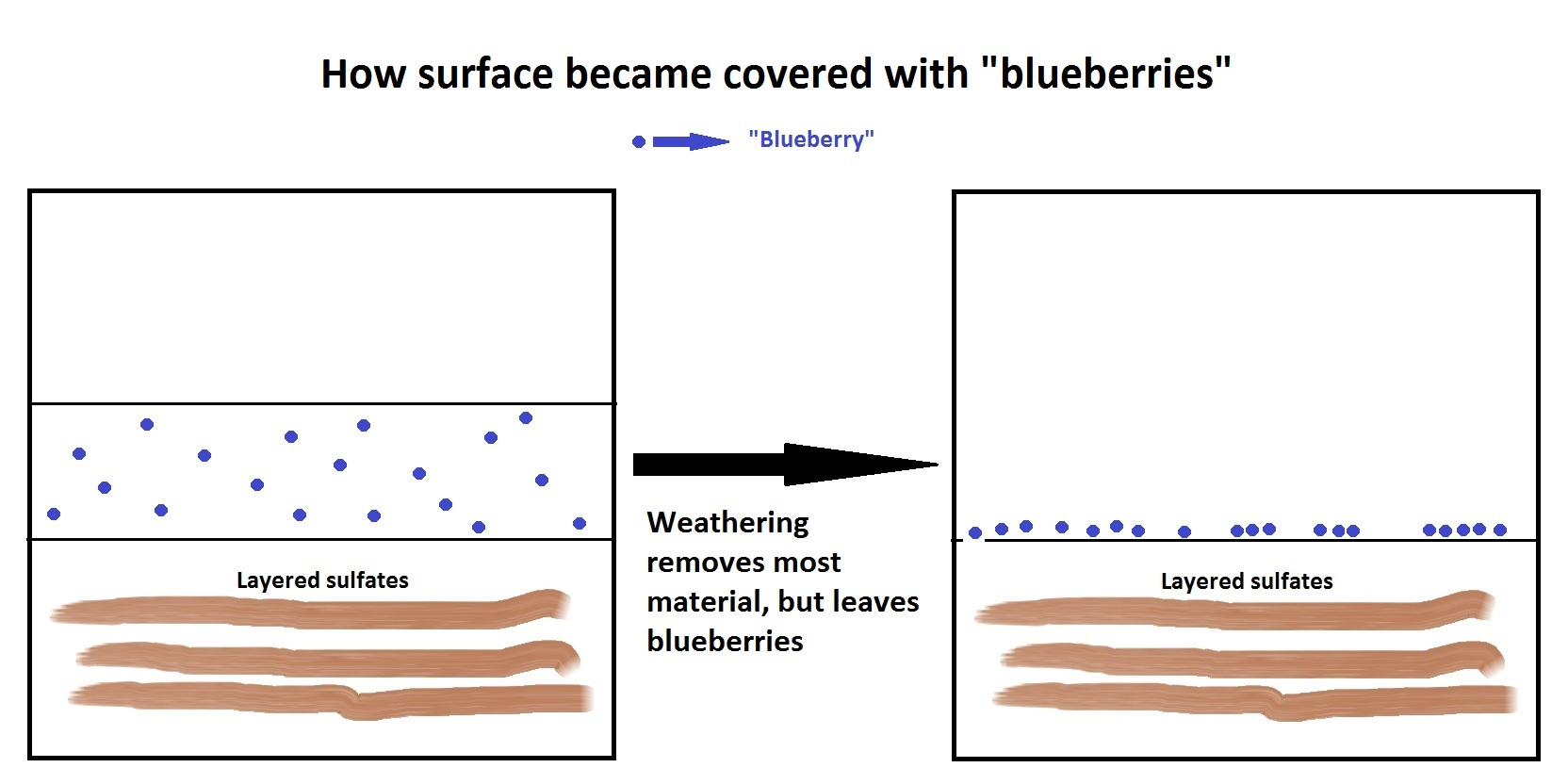
显示“蓝莓石”如何覆盖了子午线平原大部分地表的示意图。

#### 尘埃中的矿物质
聚集在机遇号捕获磁铁上的尘埃产生的穆斯堡尔光谱显示，尘埃的磁性成分为钛磁铁矿，而非人们曾认为的那样，只是普通的磁铁矿，此外，还检测到了少量的橄榄石，这被解释为表明行星上有一段漫长的干涸期。另一方面，少量赤铁矿的存在意味着火星早期历史中可能有很短一段时间存在过液态水。由于岩石研磨工具 (RAT) 发现它很容易磨入到基岩中，因此人们认为这里的岩石比古瑟夫撞击坑的要松软得多。

#### 岩床矿物

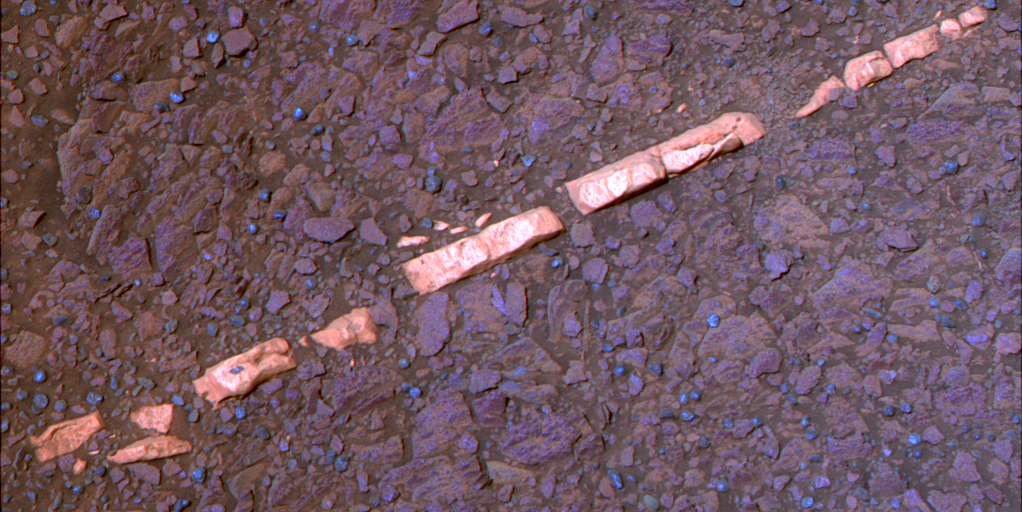
“霍姆斯特克”地层

机遇号着陆的地面几乎看不到岩石，但火星车上的一套仪器对暴露在陨石坑中的基岩进行了检查，发现基岩为沉积岩，含有以硫酸钙和硫酸镁形式存在的高浓度硫。基岩中可能存在的一些硫酸盐有一水硫酸镁、无水硫酸盐、熟石膏、硫酸镁、泻利盐和石膏。也可能存在盐类，例如岩盐、水氯镁石、南极石、白钠镁矾、无水钠镁矾或钙芒硝等。
这些含有硫酸盐的岩石与孤立的岩石和火星其他地点登陆器/漫游车检查过的岩石比，色泽更浅。这些含有水合硫酸盐的浅色岩石的光谱与火星全球探勘者号上热辐射光谱仪拍摄到的光谱相似，在大面积区域发现了相同的光谱，因此人们相信水曾经出现在广袤的区域，
而不仅仅局限于机遇号探测的区域。
阿尔法粒子X射线光谱仪 (APXS) 发现岩石中磷的含量相当高，其他探测车在阿瑞斯谷和古瑟夫撞击坑也发现了类似的浓度水平，因此有人假设火星的地幔可能富含磷。岩石中的矿物可能来源于玄武岩的酸风化作用，由于磷的溶解度与铀、钍和稀土元素的溶解度有关，因此也有望岩石中可能富含了这些金属元素。
当机遇号火星车前往奋斗撞击坑边缘时，它很快就发现了一道白色矿脉，后来确定为是纯石膏，这条矿脉是由携带石膏溶液的水流将矿物沉积在岩石裂缝中所形成，该道被称作“霍姆斯特克”地层的矿脉图片显示在右上侧。

### 水的证据

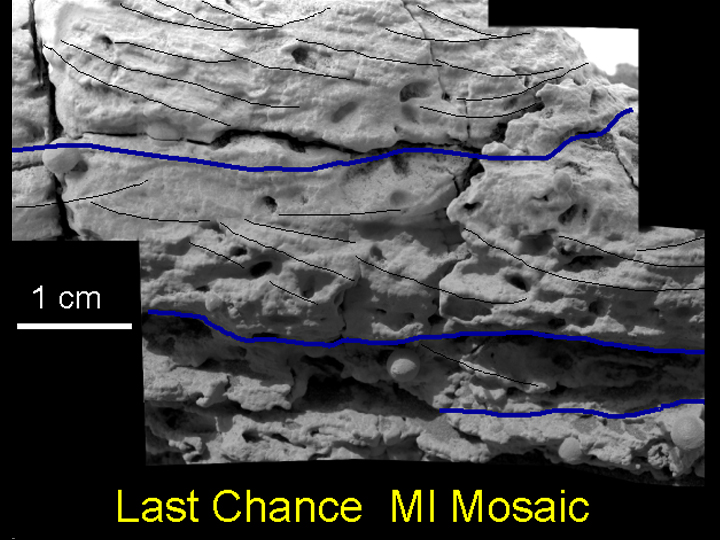
“最后机会”岩石中的交错层理特征

对子午线岩石的检查发现了过去存在水的有力证据，在所有基岩中都发现了只在水中才能形成的黄钾铁矾矿物，这一发现证明了子午线高原曾存在过水。此外，一些岩石呈现出只有在涓涓细流中才能形成的小叠层形状，首块发现有此类叠层的岩石被称为“幽谷”（The Dells），地质学家认为交错层理显示了水下涟漪传播的花彩几何结构。左侧显示了交叉分层，也称为交错层理的图片。
一些岩石中的箱形孔洞是由硫酸盐形成的大晶体所造成，当晶体溶解后，就会留下称为孔洞的空隙。岩石中溴元素的浓度变化很大，可能是因为它们极易溶解。水可能在蒸发前就将其浓缩在某些地方。另一种浓缩高溶解性溴合物的机制是夜间的霜冻沉积，形成非常薄的水膜，将溴集中在某些地方。

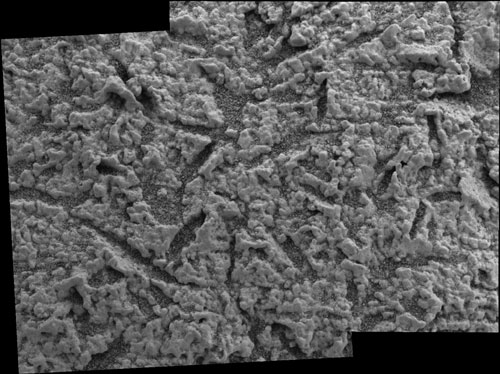
岩石内部的空隙或“孔穴”。

### 撞击产生的岩石
在沙质平原上发现了一块从“似曜岩”撞击坑喷射出来的岩石—“弹跳岩”，它的化学成分与此地的基岩不同，主要含有辉石和斜长石，不含橄榄石，非常像是来自火星的“EETA 79001”辉玻无粒陨石的一部分，弹跳岩因靠近着陆器的弹跳气囊位置而得名[5]。

### 陨石
机遇号在平原上发现了陨石，机遇号用仪器分析的第一块岩石被称为“热盾岩”，因为它被发现于机遇号隔热罩所掉落的地面附近。使用微型热辐射光谱仪 (Mini-TES)、穆斯堡尔光谱仪和阿尔法粒子X射线光谱仪进行检查后，研究人员将其归类为IAB陨石。阿尔法粒子X射线光谱仪确定它由 93% 的铁和 7% 的镍组；而被称为“巴伯顿无花果树”的鹅卵石则被认为是一种石质或石铁质陨石（中陨铁硅酸盐），但“阿伦山”（Allan Hills）和“中山”可能是铁陨石。

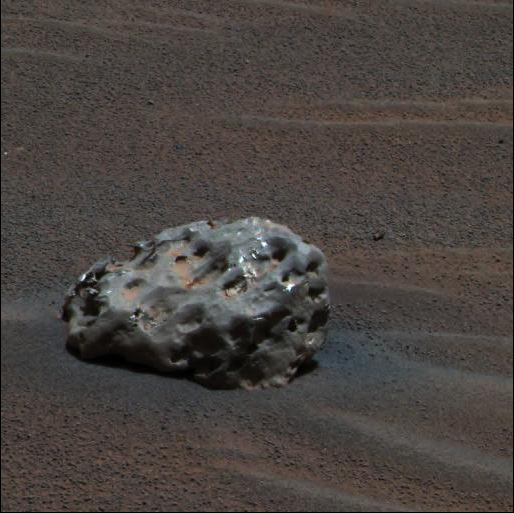
热盾岩是在另一颗行星上发现的第一颗陨石。
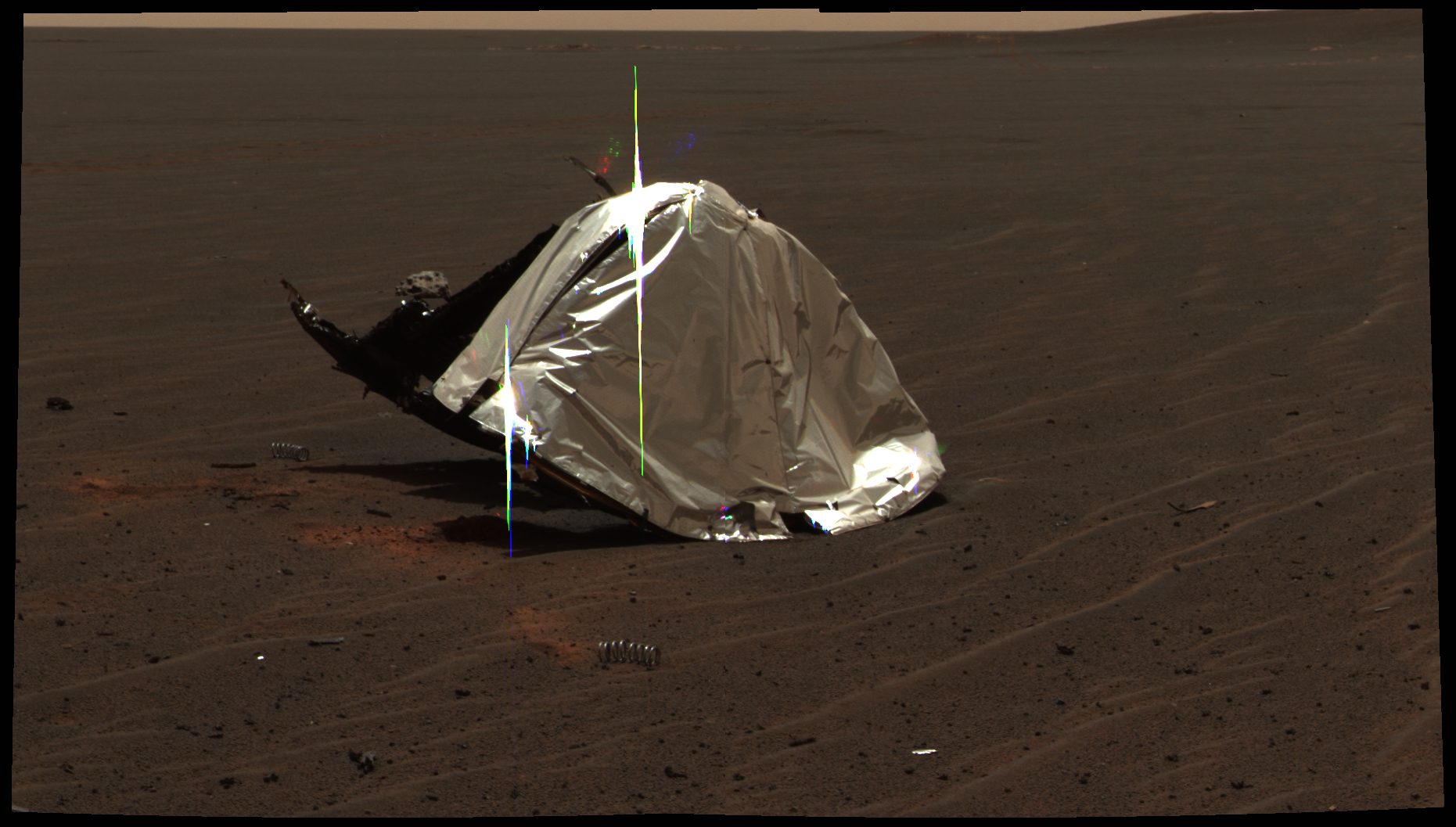
机遇号的隔热罩，热盾岩位于背景的正上方左侧。

### 地质史
对现场的观察使科学家们相信，该地区多次被洪水淹没，并经历了蒸发和干燥[5]。在此过程中硫酸盐沉积下来，随后又将沉积物胶结，赤铁矿结核通过地下水的沉淀而生长。一些硫酸盐形成大晶体，后来溶解留下孔洞。有数条证据表明，在过去十亿年左右的时间里气候干旱，但在遥远的过去，至少有一段时间内，气候支持水的存在。

## 图集

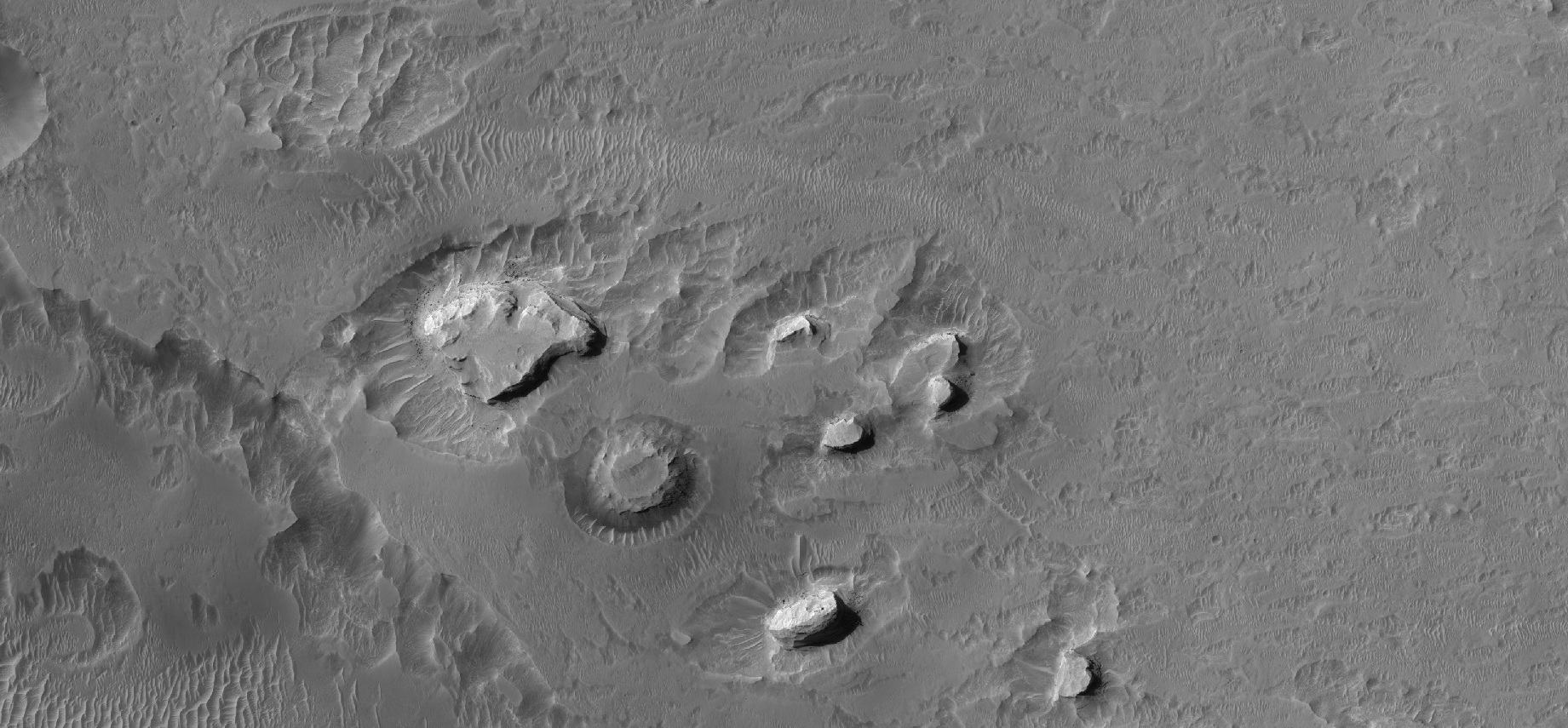
HiWish计划下高分辨率成像科学设备显示的子午线高地中层状的桌山。
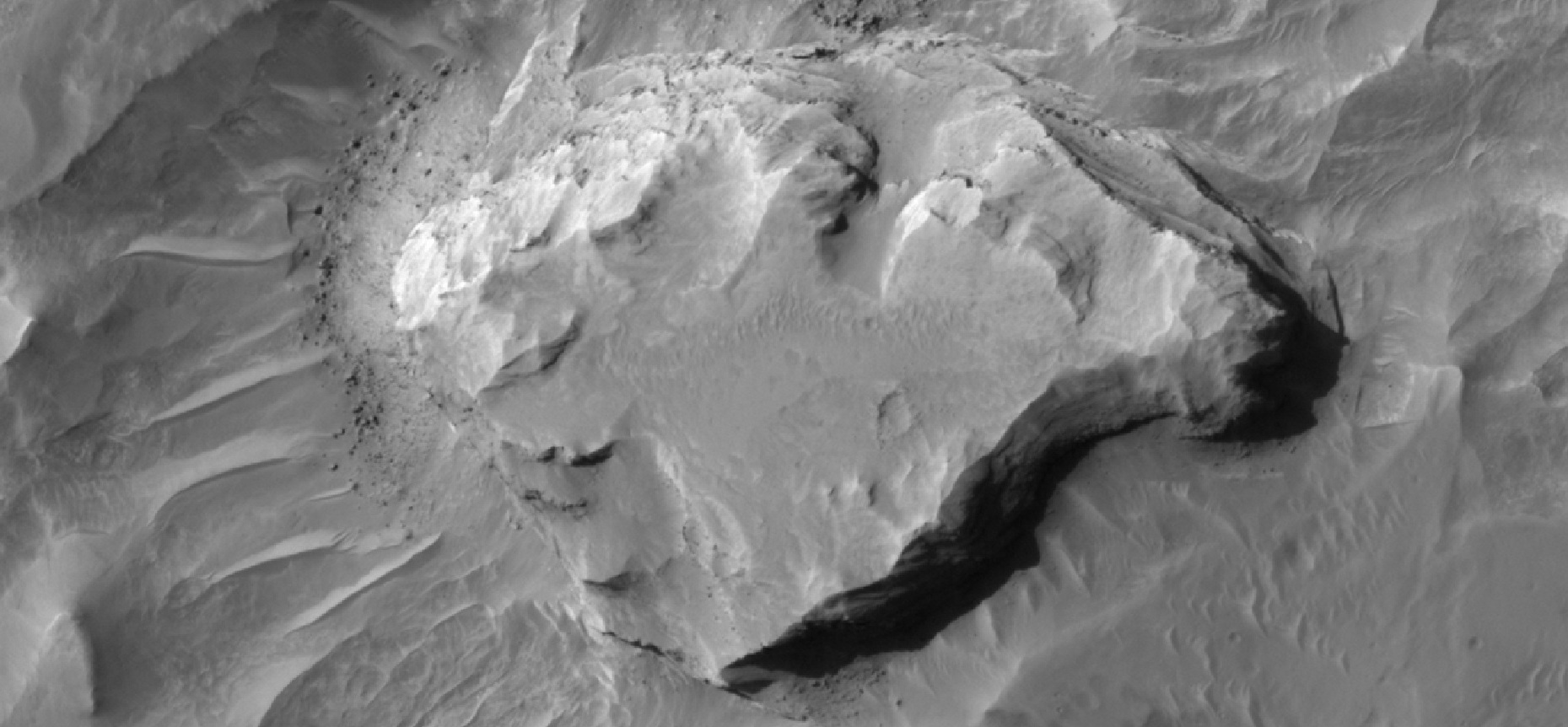
上一张照片中其中一座桌山的特写，桌山可能是一座湖泊残迹中的堆积沉积物。HiWish计划下高分辨率成像科学设备拍摄的相片。

## 另请查看
- 火星地理
- 火星探测漫游者

## 参引资料
1. 1 2  "Terra Meridiani". Gazetteer of Planetary Nomenclature. USGS Astrogeology Research Program.
2. 1 2  "Sinus Meridiani". Gazetteer of Planetary Nomenclature. USGS Astrogeology Research Program.
3. ↑  Yen, A., et al.  2005.  An integrated view of the chemistry and mineralogy of martian soils.  Nature.  435.:  49-54.
4. ↑  Bell, J (ed.)  The Martian Surface.  2008.  Cambridge University Press. ISBN 978-0-521-86698-9
5. 1 2  Squyres, S. et al.  2004.  The Opportunity Rover’s Athena Science Investigation at Meridiani Planum, Mars.  Science:  1698-1703.
6. ↑  Soderblom, L., et al.  2004.  Soils of Eagle Crater and Meridiani Planum at the Opportunity Rover Landing Site.  Science:  306.  1723-1726.
7. ↑  Christensen, P., et al.  Mineralogy at Meridiani Planum from the Mini-TES Experiment on the Opportunity Rover.  Science:  306. 1733-1739.
8. ↑  Goetz, W., et al.  2005.  Indication of drier periods on Mars from the chemistry and mineralogy of atmospheric dust.  Nature:  436.62-65.
9. ↑  Bell, J., et al.  2004.  Pancam Multispectral Imaging Results from the Opportunity Rover at Meridiani Planum.  Science:  306.1703-1708.
10. ↑  Christensen, P., et al.  2004  Mineralogy at Meridiani Planum from the Mini-TES Experiment on the Opportunity Rover.  Science:  306. 1733-1739.
11. ↑  Squyres, S. et al.  2004.  In Situ Evidence for an Ancient Aqueous Environment at Meridian Planum, Mars.  Science:  306. 1709-1714.
12. ↑  Hynek, B.  2004.  Implications for hydrologic processes on Mars from extensive bedrock outcrops throughout Terra Meridiani.  Nature:  431. 156-159.
13. ↑  Dreibus,G. and H. Wanke.  1987.  Volatiles on Earth and Marsw: a comparison.  Icarus. 71:225-240
14. ↑  Rieder, R., et al.  2004.  Chemistry of Rocks and Soils at Meridiani Planum from the Alpha Particle X-ray Spectrometer.  Science.  306.  1746-1749
15. ↑  . www.nasa.gov.   [2021-08-27]. （原始内容存档于2017-06-15）.
16. ↑  . sciencedaily.com.   [2021-08-27]. （原始内容存档于2021-08-27）.
17. ↑  Klingelhofer, G. et al. 2004. Jarosite and Hematite at Meridiani Planum from Opportunity’s Mossbauer Spectrometer. Science: 306. 1740–1745.
18. ↑  Herkenhoff, K., et al. 2004. Evidence from Opportunity’s Microscopic Imager for Water on Meridian Planum. Science: 306. 1727-1730
19. ↑  Squyres, S. et al. 2004. In Situ Evidence for an Ancient Aqueous Environment at Meridian Planum, Mars. Science: 306. 1709-1714.
20. ↑  Herkenhoff, K., et al 2004 Evidence from Opportunity's Microscopic Imager for Water on Meridian Planum. Science: 306. 1727–1730
21. ↑  Yen, A., et al. 2005. An integrated view of the chemistry and mineralogy of martian soils. Nature. 435.: 49-54.
22. ↑  Squyres, S., et al.  2009.  Exploration of Victoria Crater by the Mars Rover Opportunity.  Science:  1058-1061.
23. ↑  Schroder,C., et al.  2008.  J. Geophys. Res.:  113.
24. ↑  Clark, B. et al.  Chemistry and mineralogy of outcrops at Meridiani Planum.  Earth Planet. Sci. Lett.  240:  73-94.